# František Graus
František Graus (ur. 14 grudnia 1921 w Brnie, zm. 1 maja 1989 w Bazylei) – czeski historyk, mediewista. 

## Życiorys
Urodził się w niemieckojęzycznej rodzinie żydowskiej. W czasie II wojny światowej większość rodziny zginęła w Holocauście. Sam przeżył ten czas w Theresienstadt. Po wojnie ukończył studia w na Uniwersytecie Karola w Pradze. Po Praskiej Wiosny 1968 wyemigrował do RFN. Wykładał na uniwersytecie w Giessen i Konstancji, a w 1972 roku otrzymał katedrę historii średniowiecznej na Uniwersytecie w Bazylei w Szwajcarii.

## Wybrane publikacje
- Chudina městská v době předhusitské. Praha 1949.
- Český obchod se suknem ve 14. a počátkem 15. století (K otázce významu středověkého obchodu). Praha 1950.
- Dějiny venkovského lidu v Čechách v době předhusitské I. Dějiny venkovského lidu od 10. století do první poloviny 13. století. Praha 1953.
- Prvobytně pospolný řád v českých zemích. Otroci a počátky feudalismu. Vznik českého státu. rozvoj feudalismu v českých zemích. Praha 1953.
- Městská a venkovská chudina době předhusitské. Praha 1955.
- Dějiny venkovského lidu v Čechách v době předhusitské II. Dějiny venkovského lidu od poloviny 13. století do roku 1419. Praha 1957.
- L´empire de Grande-Moravie, sa situation dans L´Europe de L´époque et sa structure intérieure. Praha 1963.
- Volk, Herrscher und Heiliger im Reich der Merowinger. Studien zur Hagiographie der Merowingerzeit. Praha 1965.
- Das Spätmittelalter als Krisenzeit. Ein Literaturbericht als Zwischenbilanz. in: Mediaevalia Bohemica 1 - Supplementum, Praha 1969.
- Zur Gegenwartslage der Geschichtswissenschaft. Gießen 1969.
- Struktur und Geschichte. Drei Volksaufstände im mittelalterlichen Prag. Sigmaringen 1971.
- Lebendige Vergangenheit. Köln-Wien 1975, ISBN 3-412-11875-3
- Die Nationenbildung der Westslawen im Mittelalter. Sigmaringen 1980, ISBN 3-7995-6103-X
- Pest - Geißler - Judenmorde. Das 14. Jahrhundert als Krisenzeit. Göttingen 1987, ISBN 3-525-35622-6

## Publikacje w języku polskim
- Wczesny etap rozwoju feudalizmu w Czechach tł. z ros.: Kierownictwo Badań nad Początkami Państwa Polskiego, 1950.
- "Prawo lenne" w Czechach, Wrocław 1952.